# 希蒙 (伊利諾伊州)
希蒙（英語：Chemung）是位於美國伊利諾伊州麥克亨利縣的一個人口普查指定地區。

## 地理
希蒙的座標為42°24′55″N 88°40′00″W / 42.41528°N 88.66667°W，而該地最高點為海拔高度273米（即896英尺）。

## 人口
根據2010年美國人口普查的數據，希蒙的面積為0.73平方千米，當中陸地面積為0.73平方千米，而水域面積為0.00平方千米。當地共有人口308人，而人口密度為每平方千米421.92人。